# Malene Birger
Malene Birger, född 1962, är en dansk modedesigner. Hon har designat kläder för Day Birger Et Mikkelsen och har sitt eget modemärke, By Malene Birger, sedan 2003. Hon blev utnämnd till "Köpenhamns modedrottning" av MTV Europa.
Birger har studerat på Kunstakademiets Designskole i Köpenhamn och har som dansk Unicef-ambassadör designat skjortor och nätkassar till förmån för organisationen.